# The Honeytrap
Pour plus de détails, voir Fiche technique et Distribution.
The Honeytrap est un film britannique réalisé par Michael G Gunther, sorti en 2002.

## Synopsis
Catherine (Emily Lloyd) veut se marier, mais elle n'a pas confiance en son fiancé, Jonathan (Anthony Green). Sa voisine, Renée (Valerie Edmond) la met en contact avec un detective privé, Jeremy (Stuart McQuarrie). Jeremy propose de mettre à l'épreuve son fiancé, et il fait des arrangements avec une jeune femme, Isobel (Natalie Walter), qui va jouer la 'honeytrap'...

## Fiche technique
- Titre : The Honeytrap.
- Réalisation : Michael G Gunther.
- Scénario : Michael G Gunther.
- Production : Madeleine Lim
- Musique : Dominik Scherrer
- Budget : 2 250 000 USD
- Pays d'origine : Grande-Bretagne
- Format : Couleur - Super 35mm (2,35:1 - Dolby SRD
- Durée : 86 minutes
- Genre : drame / thriller
- Date de sortie : 2002

## Distribution
- Emily Lloyd : Catherine
- Valerie Edmond : Renée
- Anthony Green : Jonathan Berkoff
- Stuart McQuarrie : Jeremy
- Natalie Walter : Isobel
- Zoé Eeles : Emily
- James Clyde : Carlo
- Richard Hope : Detective Fowler